# Peças de xadrez de Lewis
As peças de xadrez de Lewis são um conjunto de noventa e três peças de xadrez medievais que foi encontrado na ilha de Lewis, na Escócia, em circunstâncias misteriosas. Talhadas em sua grande maioria de marfim de morsa, presume-se que sejam de origem escandinava e que tenham sido feitas na segunda metade do século XII. As estatuetas são esculpidas minuciosamente, com expressões de espanto nas pequenas faces.
Constituem de longe o maior conjunto de peças de xadrez antigas já achado; devido a sua antiguidade, grande quantidade, excelente estado e a habilidade que sua manufatura demonstra, são artefatos importantes da Idade Média, atestando o nível da produção artesanal no norte da Europa na Baixa Idade Média, a forte ligação cultural e política entre a Escandinávia e as ilhas britânicas na época, além da florescente popularidade do jogo de xadrez no continente europeu. Oitenta e duas das peças encontram-se no Museu Britânico em Londres, e as onze restantes estão no Museu Real da Escócia em Edimburgo.

## Descoberta e aquisição

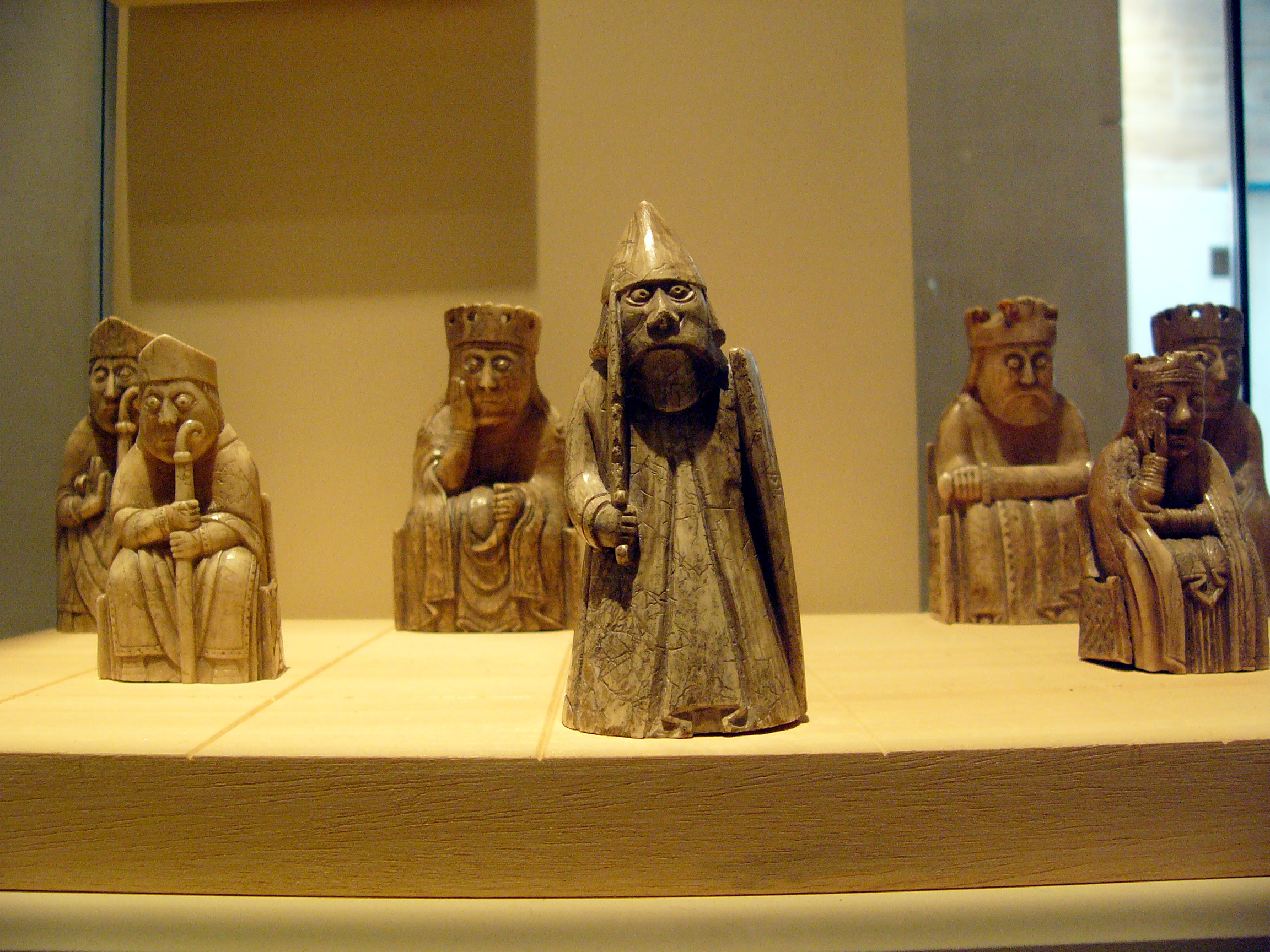
Peças no Museu Real da Escócia

Ao que tudo indica, um residente de Stornoway, Roderick Ririe, foi quem levou o achado a público pela primeira vez num encontro da Sociedade dos Antiquários da Escócia, em 11 de abril de 1831, em Edimburgo. A Sociedade dos Antiquários logo tentou adquirir as peças, mas antes que conseguissem angariar fundos, um relojoeiro de Edimburgo chamado T. A. Forrest interveio realizando a compra. Forrest então vendeu 67 peças de xadrez ao Museu Britânico, junto com 14 tábulas de gamão e uma fivela que completam o achado. As 10 peças de xadrez restantes tinham sido vendidas sigilosamente por Ririe para um colecionador escocês, Charles Kirkpatrick Sharpe. Na sequência, Sharpe teria conseguido – não se sabe como – mais um bispo diretamente da ilha de Lewis. Em 1888, a Sociedade dos Antiquários finalmente conseguiu comprar as 11 peças que tinham estado em posse de um colecionador e colocou-as no Museu Nacional da Escócia.

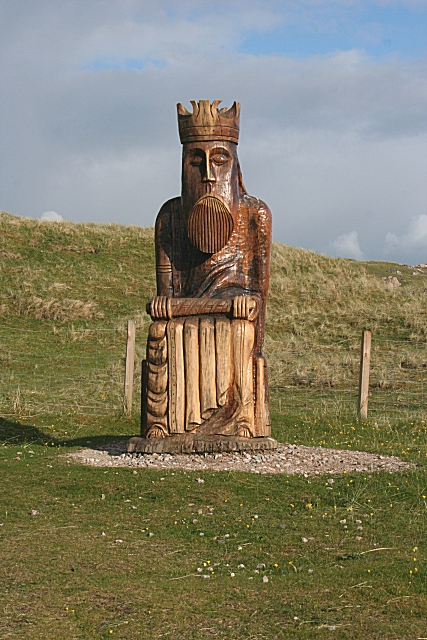
Rei de madeira em Uig em homenagem às peças de Lewis

Existem versões conflitantes sobre como as peças foram achadas. Segundo a história mais conhecida, Malcolm MacLeod, um camponês local, teria encontrado as peças soterradas debaixo dum banco de areia de mais de quatro metros de altura na baía de Uig, na costa oeste da ilha de Lewis, algum tempo antes de serem expostas. Esta história, no entanto, surgiu bem posteriormente e provavelmente se deva a um contador de histórias local. Relatos mais antigos e mais confiáveis, incluindo o do próprio Sharpe, indicam que as peças estavam dentro duma câmara redonda de pedra insossa, possivelmente uma oficina, localizada próximo às ruínas de um convento que teria existido na região chamado Taigh nan Cailleachan Dubha, ou "Casa das Mulheres Pretas". De fato, a existência deste convento em Mèalasta, quase dez quilômetros ao sul da baía de Uig, é atestada em 1709. No entanto, não parecem existir quaisquer outros registros documentais ou ruínas no local que corroborem esta fonte. Contudo, estruturas subterrâneas datando da Idade do Ferro são comuns na região; uma em particular, que consistia em galerias que davam numa câmara cuja descrição lembra a do relato de Sharpe, é atestada em Mèalasta, o que tem levado alguns estudiosos a preferir a câmara subterrânea como o local mais provável para o achamento das peças. Além disso, registros do mapeamento da paróquia de Uig dos anos 1852-53 mencionam peças de xadrez encontradas nas ruínas de um convento cerca de setenta anos antes. Logo, não é de se descartar a possibilidade de as peças já terem sido encontradas no fim do século XVIII e permanecido na posse de algum habitante da ilha até sua venda.

### Tradição local

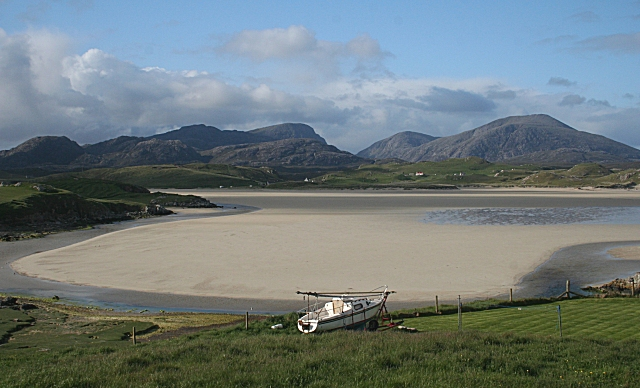
A baía de Uig

Nas Hébridas, surgiram diferentes histórias sobre como objetos tão incomuns teriam ido parar na remota praia da baía de Uig. Uma delas fala de um navio desconhecido ancorado ao largo de Lewis por causa de uma forte tempestade em fins do século XVII. Enquanto a tripulação se distraía, um garoto prisioneiro teria fugido do navio e nadado até a costa, levando consigo as valiosas peças. Porém, ao chegar à praia, foi acossado por um pastor ávido por saber o que ele escondia no saco que trazia consigo. Na luta que se seguiu, o garoto acabou sendo morto e foi enterrado pelo homem. Então, ao perceber o conteúdo do saco, o pastor temeu que as peças pudessem servir de evidência contra si e decidiu enterrá-las nas areias de Uig, bem longe dali. Depois disso, o homem nunca mais prosperou. Ele veio a ser condenado por estupro em outra cidade anos depois. Antes de ser enforcado, confessando seus pecados, contou também o assassinato que cometera naquela noite distante e falou do tesouro que tinha escondido. No entanto, cento e cinquenta anos se passaram sem que as peças fossem encontradas, até que em 1830, um fazendeiro local, Malcolm "Sprot" Macleod, caminhando na baía de Uig notou uma pequena estatueta enroscada num dos chifres de sua vaca quando passava por um banco de areia. Cavando o local, ele encontrou o tesouro há tanto tempo escondido. Conta-se que Macleod, sendo um presbiteriano convicto, não se sentia bem na presença de tantos ídolos pequeninos – principalmente porque alguns representavam bispos católicos – e entregou as peças para que um certo capitão Ryrie as vendesse para ele. O comprador foi um antiquário de Edimburgo, o sr. Forrest, que as venderia ao Museu Britânico.

## Origem e datação

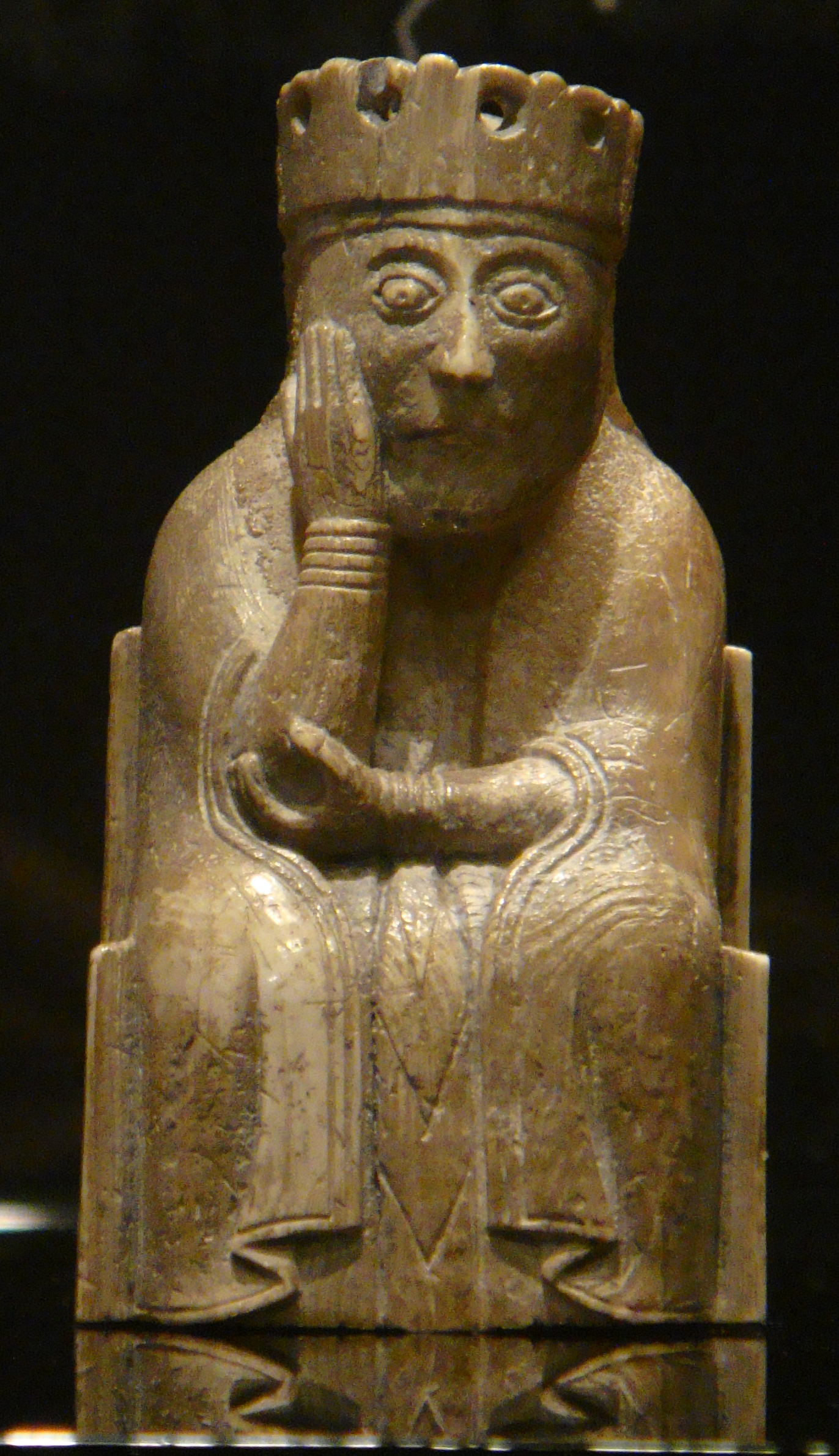
Rainha de Lewis

É consenso entre os especialistas que as peças de xadrez de Lewis têm origem escandinava. Como o marfim era um material caro, e a delicada manufatura das peças pressupõe uma produção organizada, composta por artesãos habilidosos e financiada por ricos mecenas, logo se concluiu que elas deveriam ter vindo de alguma grande cidade na região e talvez ido parar em Lewis por acidente, durante a rota para centros comerciais na Irlanda ou Inglaterra. A hipótese mais aceita atualmente é a de que as peças provavelmente foram feitas em Trondheim (chamada Nidaros na época) na Noruega, no século XII. O fato de terem ido parar na remota Lewis, nas Hébridas, se explica pela colonização nórdica na região. Lewis fez parte do Reino de Mann e das Ilhas, que existiu de 1079 até 1266. De fato, os reis locais eram obrigados a reconhecer a soberania norueguesa, e a diocese da região, sediada em Man, pagava dízimo ao arcebispo de Nidaros. Além do mais, Nidaros, que era a capital do Reino da Noruega na época e, portanto, um centro cultural muito influente, passou a receber tributo da Groenlândia na forma de matérias-primas, incluindo grandes quantidades de marfim de morsa. De fato, os desenhos nos tronos das peças de xadrez de Lewis têm sido comparados favoravelmente a padrões arquitetônicos nas igrejas de madeira da Noruega e, inclusive, com os esculpidos na arquitetura da Catedral de Nidaros. Porém, o argumento mais forte a favor da cidade como o local de origem das peças é a existência de um desenho de uma rainha de xadrez bastante similar às de Lewis. Ela foi achada durante uma escavação nas ruínas do palácio do arcebispo de Nidaros, no final do século XIX. Além do material com que foi feita e de suas proporções serem condizentes com as peças de Lewis, a rainha de Trondheim leva uma das mãos ao rosto, exatamente o traço mais característico das rainhas de Lewis. Mas a peça foi perdida dentro do museu local e hoje só resta seu desenho. Além disso, artefatos similares e de antiguidade comparável foram encontrados em Trondheim e seus entornos.

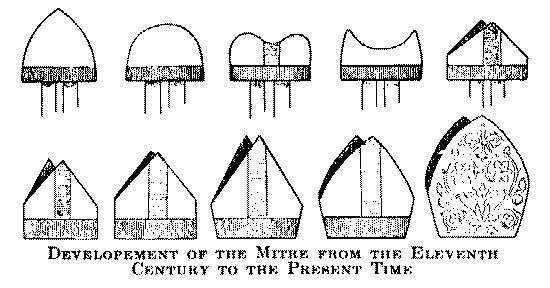
Evolução da mitra a partir do século XI

As peças representam um estilo de arte românica, predominante na Europa durante os séculos XI-XII. O estabelecimento da provável data de sua produção, porém, se baseia sobretudo no desenho das mitras do bispos. Estas exibem um formato que passou a ser usado a partir de 1150 aproximadamente. Antes disso, a divisória dos chapéus dos bispos vinha de trás a frente, formando dois picos, à esquerda e à direita, diferentemente da fenda lateral existente hoje e cuja introdução data daquela época. Por volta do ano 1200, as mitras mudaram de novo e foram ficando cada vez mais altas, diferenciando-se das dos bispos de Lewis. Assim, presume-se que as peças tenham sido feitas nesse período que vai de 1150 a 1200.

### Controvérsia

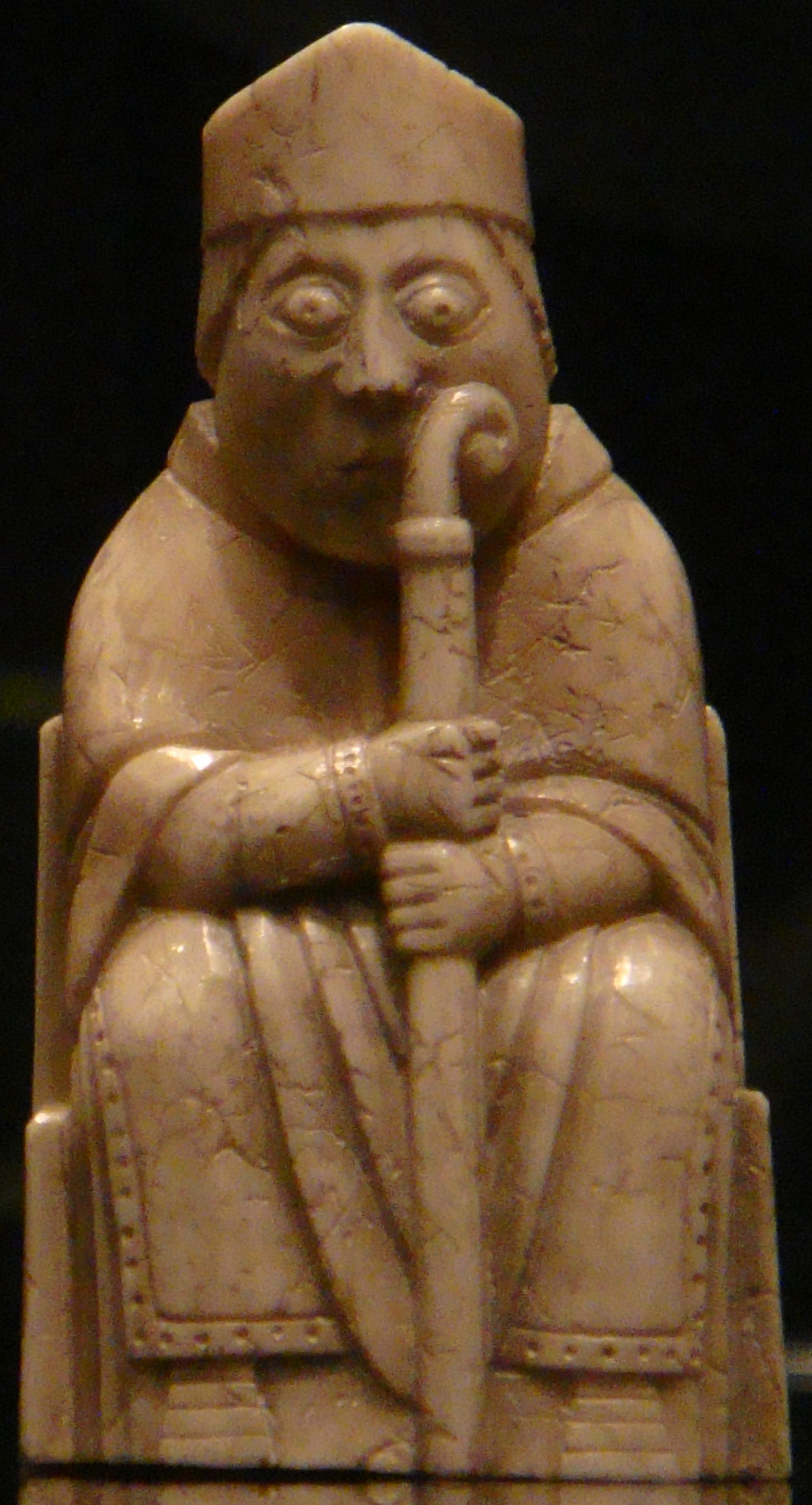
Bispo de Lewis

Em 2010, os islandês Gudmundur G. Thórarinsson, publicou um artigo intitulado The enigma of the Lewis chessmen ("O enigma das peças de xadrez de Lewis") onde propõe a hipótese de que as peças teriam sido feitas na Islândia.  O principal argumento de Thórasinsson era que o islandês seria a única língua a usar palavra "bispo" (biskup) para designar a peça de xadrez (afora o inglês (bishop), que teria adotado esta inovação posteriormente), ao contrário do norueguês, que nunca teria usado tal palavra para a peça, chamada hoje løper (corredor, mensageiro). Além disso, segundo ele, as peças de xadrez de Lewis são as únicas que estabelecem a conexão da Igreja Católica com o jogo de xadrez. A Islândia nunca foi morada de reis, assim o poder político ficava concentrado na igreja. Outro ponto importante de sua hipótese é a presença de berserkir (plural de berserkr) entre as peças. Estes eram guerreiros viquingues lendários que, figurando em vários poemas e sagas nórdicas, eram tomados por uma fúria incontrolável durante batalhas, chegando até a morder os próprios escudos. De acordo com Thórinsson, berserkir apareciam frequentemente em escritos islandeses da época, ao passo que são raros em outros lugares da Escandinávia do século XII. Ele também ressalta o uso da palavra hrókur, em islandês (inglês rook), para a peça chamada "torre" em outros lugares. Ainda para sustentar sua hipótese, Thórarinsson, entre outros argumentos, chama a atenção para a presença de uma arte decorativa altamente desenvolvida na Islândia da época, além do intenso intercâmbio comercial com a Groenlândia, de onde provinha o marfim.

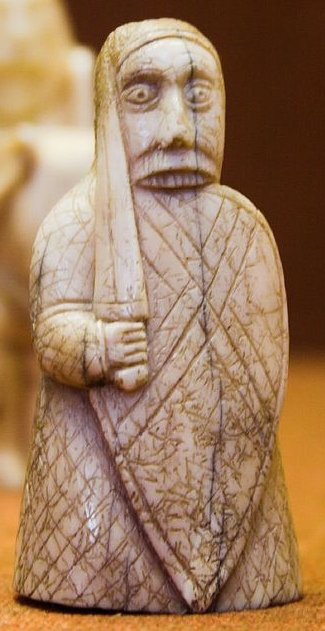
Berserker, representando a torre do xadrez atual presumivelmente

Incomodado com a aceitação desta hipótese por parte do mundo do xadrez, o norueguês Morten Lilleøren fez uma crítica contundente ao artigo de Thórarinsson num artigo intitulado The Lewis chessmen were never anywhere near Iceland! ("As peças de xadrez de Lewis nunca estiveram nem perto da Islândia!"), publicado no site ChessCafe.com. Denunciando o que taxa de "falhas" e "descuidos" e contradizendo praticamente todos os argumentos de Thórarinsson, ele chama a atenção primeiramente para o uso da palavra "bispo" para a peça de xadrez em várias outras línguas, inclusive no dinamarquês de há vários séculos, e ressalta a existência de uma língua comum entre a Noruega e a Islândia até o século XIV: o nórdico antigo. A seguir, são apresentados exemplos de bispos em outros jogos de xadrez medievais. Em relação às torres, Lilleøren aponta outras línguas que usaram um termo cognato de hrókur/rook para essas peças além de também apresentar miniaturas de guerreiros representando a peça em outros jogos medievais. Adicionalmente, ele vê o estabelecimento do intercâmbio entre Islândia e Groenlândia como outro fator a favor de Trondheim como candidata a lar original das peças, uma vez que essas ilhas faziam parte das rotas de navegação norueguesas, sendo anexadas ao Reino da Noruega no século XIII, mas tendo que pagar dízimo a Trondheim já desde a fundação da sua diocese, em 1152/53. Não menos importante para ele é a semelhança reconhecida dos desenhos nos tronos dos reis, rainhas e bispos de Lewis com decorações norueguesas da época. Finalmente, Lilleøren não concebe como um fato provável a produção de obras de arte como as peças de Lewis na Islândia de então, visto estar tão distante das grandes cortes e igrejas europeias.
As críticas de Lilleøren logo desencadearam um debate acalorado entre as duas partes.

 Thórarinsson corrigiu seu argumento, afirmando que o islandês teria sido a única língua no século XII a usar a palavra "bispo" para a peça de xadrez, inovação que mais tarde teria penetrado outras línguas. Para todos os efeitos, Lilleøren lembra que H. J. R. Murray, em seu A History of Chess, fornece dois textos em latim medieval que mencionam bispos no xadrez. Estes textos datam da primeira metade do século XIII, sendo anteriores ao primeiro registro de "bispo", com relação ao xadrez, fornecido por Thórarinsson no islandês.
Em julho de 2011, uma miniatura de um guerreiro talhada em osso de hadoque, análoga às sentinelas (torres) de Lewis, foi descoberta numa escavação em Siglunes, no norte da Islândia. Em 19 de agosto do mesmo ano, foi organizado um simpósio em Skálholt, contando com convidados internacionais como David H. Caldwell, do Museu Real da Escócia, Mark A. Hall, do Museu de Perth e James Robinson, do Museu Britânico, para dar palestras a respeito das prováveis origens das peças de Lewis. A pauta principal do evento, no entanto, foi a apresentação da teoria de Thórarinsson, segundo a qual as peças teriam sido confeccionadas na Islândia, talvez a cargo da escultora Margarida, a Destra (c. 1150-1220), a pedido do bispo de Skáholt, Páll Jónsson (1155-1211).

## Descrição das peças
A grande maioria das peças de xadrez de Lewis foram talhadas a partir de marfim de morsa, mas pelo menos três são feitas de dente de baleia. Elas se dividem em 8 reis, 8 rainhas, 16 bispos, 15 cavaleiros, 16 sentinelas (no lugar das torres) e 19 peões em forma de obeliscos, perfazendo um total de 78 peças, que constituiriam quatro jogos incompletos portanto. A altura das peças figurativas varia de 7 a 10 cm e a dos peões de 4 a 6 cm aproximadamente. Conta-se que, quando foram encontradas, algumas eram tingidas de um vermelho grená, embora análises científicas não tenham identificado vestígios de tinta nas peças.

### Rei e Dama
Os reis são retratados como homens de barba, bigode e cabelos longos sobre os ombros. Usam coroas simples porém de formatos diferentes e estão sentados em cadeiras ornamentadas com vários temas diferentes. Estão vestidos com um roupão ou manto, o que está de acordo com a literatura de países europeus na idade média. Todos seguram uma espada larga e curta sobre os joelhos com bainhas simples. As peças não são idênticas entre si apresentando algumas características particulares como, por exemplo, a ausência da barba e bigode em duas peças. Uma peça encontrada em 1772 na Escócia foi identificada e atribuída como sendo parte deste mesmo conjunto.
As damas estão sentadas em cadeiras ornamentadas similares às dos reis. Usam coroas simples e um véu que cai sobre os ombros e é descrito em outras literaturas do período. Vestem um manto com um vestido com mangas curtas por baixo e usam adornos parecidos com faixas nos pulsos. A mão esquerda apoia o braço direito que é usado de apoio e para a cabeça que tem uma feição comtemplativa. As peças apresentam diferenças entre si no ornamentos: uma destas tem na mão esquerda um copo no formato de chifre e outra, um lenço. Duas das peças provavelmente são de um mesmo conjunto que os reis encontrados devido à similaridade das coroas.

### Bispo e Cavalo
Os bispos utilizam dois tipos de vestes sacerdotais: a capa de asperges ou a casula que é utilizada nas peças consideradas mais antigas. Algumas das peças possuem ornamentos gravados e usam estolas ou túnicas. Cinco das peças estão sentadas em uma cadeira ornamentadas e as demais em pé. As mitras são baixas e planas com um detalhe característico na parte de trás denominado infulae. Todas as peças seguram um báculo com uma ou as duas mãos. As que seguram o báculo com somente uma das mãos, tem na outra um livro ou a mão erguida como em sinal de bênção.
Os cavalos são cavaleiros com barba e bigodes montados que vestem sobretudos longos que vão até os pulsos e aos pés, que calçam botas sem esporas. Os capacetes são em sua maioria cônicos com um protetor para o nariz e orelhas. Em uma das mãos seguram um escudo longo com algumas inscrições heráldicas. Por baixo do escudo, uma espada que está presa à cintura e na mão direita seguram uma lança. Os cavalos possuem selas ornamentadas com enfeites. As peças apresentam diferenças entre si nos escudos, barbas e capacetes utilizados.

### Torre e Peão
As torres são representadas por sentinelas ou guerreiros denominados hrokr em islandês. São figuras em pé segurando escudo e espada, que vestem longas cotas de malha até o pé e usam capacetes em forma cônica variada tendo alguns o protetor nasal. Algumas cotas também cobrem a cabeça na forma de um capuz. Os escudos apresentam gravuras diferentes, assim como os cavalos, além do tamanho que também varia. Algumas das peças apresentam o escudo à frente e em outros ao lado esquerdo. As espadas, quando não à frente do escudo, estão ao lado direito. Segundo Madden, a palavra hrokr tem a intenção de manter o significado original da peça, visto que na linguagem local a palavra que designa um soldado tem o significado de "centurião" na língua portuguesa. Deste modo, ele acredita que o significado original provém do persa que tem a palavra rokh que significa herói ou militar aventureiro.
Os peões variam em tamanho e forma porém tem em comum uma base octogonal, e somente dois possuem desenhos gravados. Foram fabricados em marfim de dentes de morsa e estima-se sua confecção por volta do século XII. Onze das peças possuem uma saliência no topo.

## Exibição e propriedade
Por volta de 2008, foi iniciada uma disputa sobre o local de permanência das peças. Políticos escoceses como Linda Fabiani e Alex Salmond afirmaram que as peças deveriam retornar para a Escócia. O Museu Britânico informou em nota oficial que o conjunto de peças é "um importante símbolo da civilização europeia" e que já havia sido emprestado 27 vezes para exibições itinerantes nos últimos dez anos. Em outubro de 2009, 24 peças de Londres e 6 de Edimburgo iniciaram uma exibição itinerante com duração de 16 meses em várias localidades da Escócia. A exibição foi parcialmente financiada pelo governo escocês, e Mike Russel, o ministro da Cultura e Política Externa, afirmou que o governo e o Museu Britânico tiveram que "concordar em discordar" sobre o assunto. Porém, em 2012 o Museu Britânico concordou em emprestar por prazo indefinido seis das peças de xadrez para o Conselho das Ilhas Ocidentais. Elas ficarão expostas no museu do Castelo de Lews cuja inauguração esta prevista para outubro de 2015.

## As peças

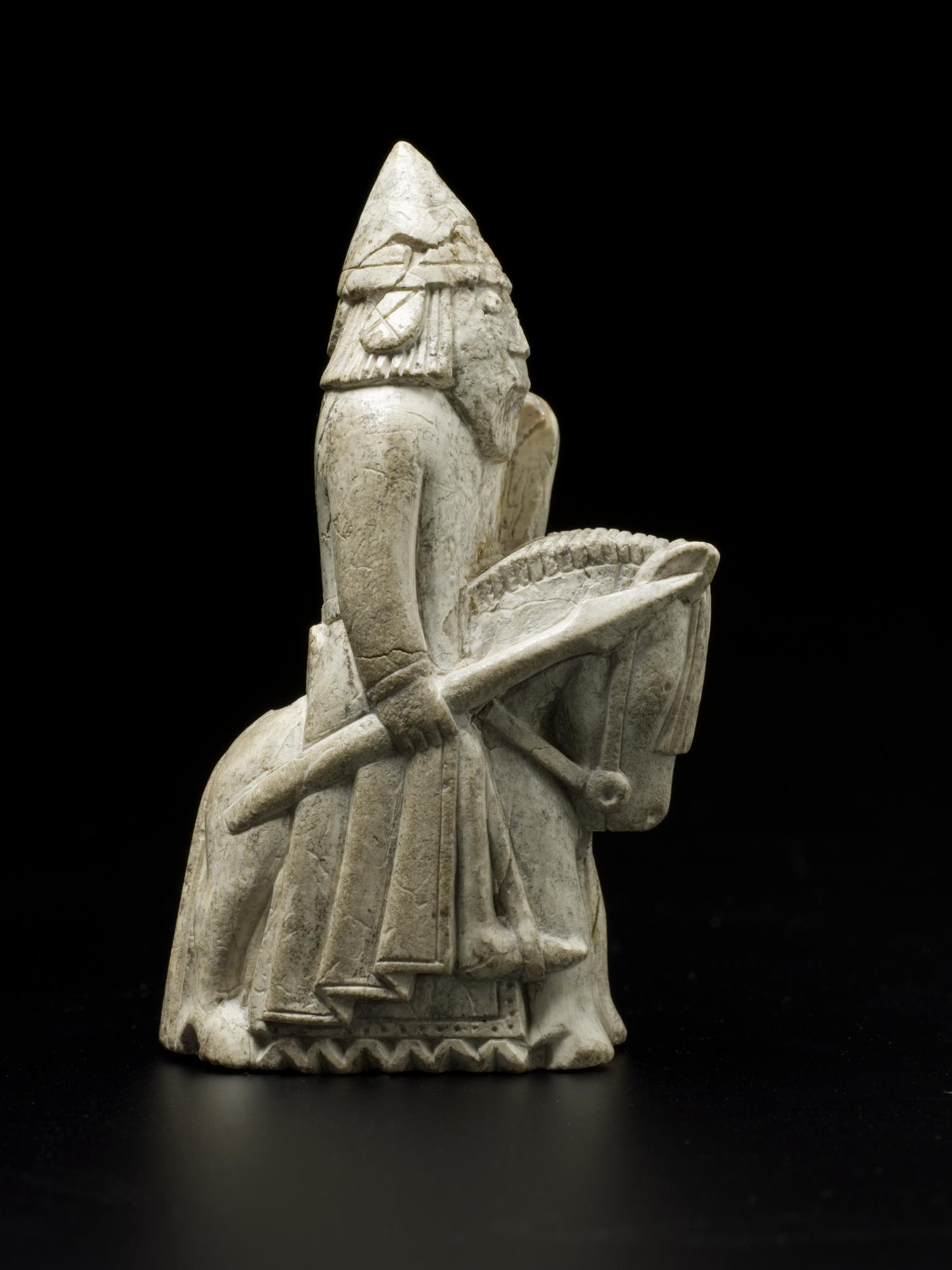
Cavaleiro
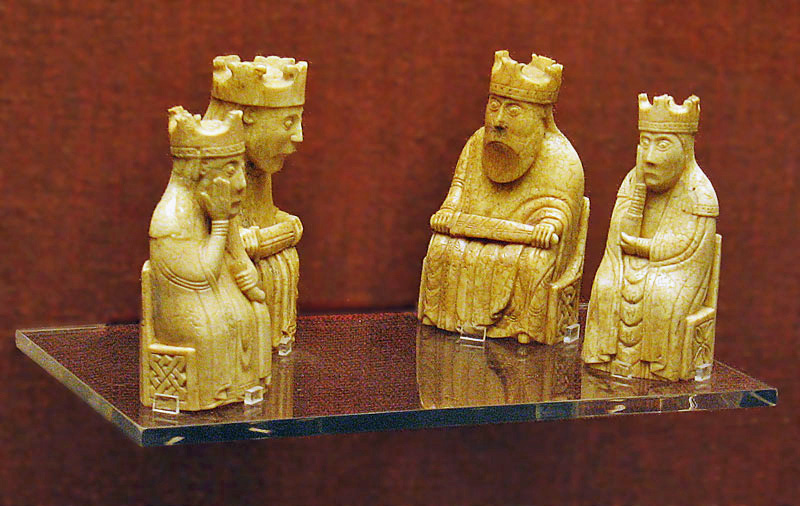
Reis e rainhas
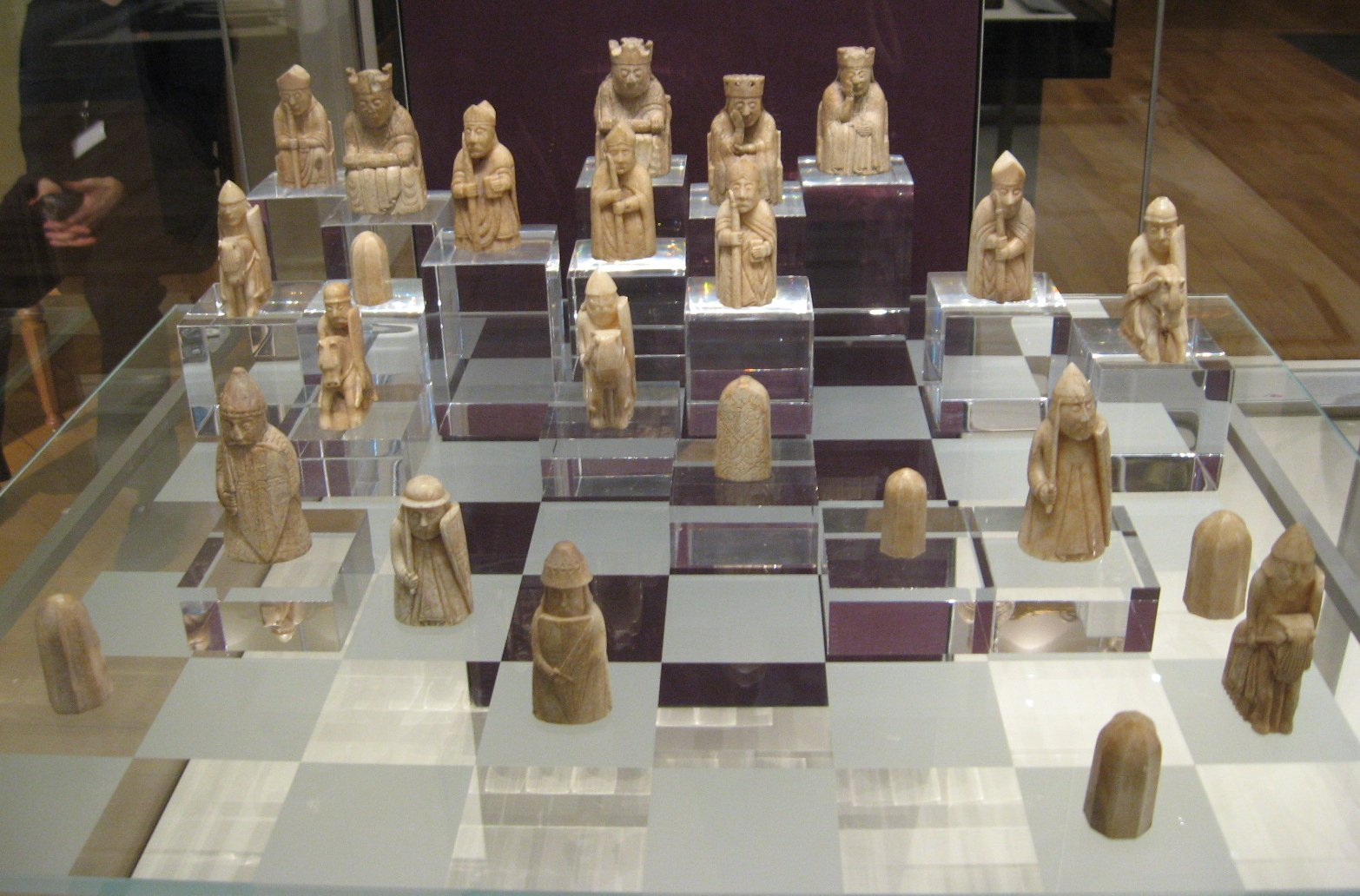
Peças no Museu Britânico